# Ли, Нелли
Нелли Ли (5 февраля 1942, Казахстан — 2 декабря 2015, Санкт-Петербург) — российская певица и педагог. Заслуженный деятель искусств Российской Федерации (2004).

## Биография
Родилась в Казахстане в семье выходцев из Кореи. Отец был офицером, мать врачом. Обучалась в Ленинградском музыкальном училище им. Н. А. Римского-Корсакова (класс Е. П. Андреевой), окончила Ленинградскую Консерваторию в 1970 году (класс Т. Н. Лавровой).
По окончании учебы много гастролировала в России и за рубежом. Исполняла как камерную музыку, так и партии в операх. Была одной из наиболее известных оперных певиц России, исполняла партии сопрано в таких операх как «Травиата», «Свадьба Фигаро», «Иоланта», «Манон Леско», «Арабелла», а также в кантатах Баха. В течение десяти лет была солисткой Ансамбля солистов оркестра Государственного академического Большого театра СССР под управлением главного дирижёра Большого Театра А. Н. Лазарева. Исполняла произведения Чайковского, Рахманинова, Шнитке, Э. Денисова, С. Губайдуллиной и др. Участвовала в «Декабрьских вечерах», которые организовал в Государственном музее изобразительных искусств имени А. С. Пушкина в Москве Святослав Рихтер.
С 1988 г. в течение десяти лет работала профессором Национальной консерватории в Сеуле. Позже преподавала в музыкальном училище им. Н. А. Римского-Корсакова и в Петербургской Консерватории, где проработала, в общей сложности, двадцать лет. Также преподавала вокальное мастерство при благотворительном фонде им. П. И. Чайковского в Санкт-Петербурге. Умерла в 2015 году.

## Премии и награды
- Дипломант Всесоюзного конкурса вокалистов им. Глинки (1971).
- Международный почётный орден «За служение музыке» (1993).
- Удостоена премии Американского биографического центра «За жизненные достижения в искусстве».
- Кавалер «Ордена искусств» за исполнение французской музыки.
- В 2004 году удостоена звания Заслуженный деятель искусств Российской Федерации[1].